# نيكولاي فاسيليفيتش فيودوروف
نيكولاي فاسيليفيتش فيديروف (بالروسية : Никола́й Васи́льевич Фёдоров) هو سياسي روسي ورئيس جمهورية تشوفاشيا السابق. تولى منصب وزير الزراعة لروسيا الاتحادية من 21 مايو عام 2012 حتى 22 أبريل عام 2015.

## حياته
ولد في عام 1958 في جمهورية تشوفاشيا الروسية، وأنهى عام 1980 كلية الحقوق في جامعة قازان الحكومية، ثم أنهى الدراسات العليا في معهد الدولة والحقوق لدى أكاديمية العلوم السوفيتية .
عمل في أعوام 1980 – 1982 و1985 – 1989 أستاذا في جامعة تشوفاشيا الحكومية.
وانتخب عام 1989 نائبا شعبيا في مجلس السوفيت الأعلى، وتولى عام 1990 منصب وزير العدل في روسيا الاتحادية.
وانتخب عام 1993 نائبا في مجلس الدوما الروسي، ثم انتخب رئيسا لجمهورية تشوفاشيا . وأعيد انتخابه رئيسا للجمهورية 3 مرات في أعوام 1997 و2001 و2005. وشغل في أعوام 1995 – 2001 منصب نائب رئيس لجنة القانون الدستوري والشؤون القضائية ونائب رئيس لجنة الشؤون الدولية في مجلس الاتحاد الروسي. وتولى عام 2011 منصب رئيس لجنة القانون الدستوري والشؤون القضائية في مجلس الاتحاد الروسي.
وفي 21 مايو/أيار عام 2012 تم تعيينه بمنصب وزير الزراعة في حكومة دميتري مدفيديف.

## وصلات خارجية
- الموقع الرسمي لجمهورية تشوفاشيا